# Charles Gilbert (aéronaute)
Pour les articles homonymes, voir Charles Gilbert et Gilbert.
Charles Gilbert est un aéronaute français.

## Biographie
Le 16 juillet 1893, il fait un vol en ballon depuis Versailles et atterrit dans le cimetière Montparnasse.
Il effectue plusieurs ascensions à Béthune (14 mai 1894), Rouen (22 juillet et 5 août 1894),, Le Havre (19 août 1894), Paris (le 31 août 1894, parti de l'usine à gaz de La Villette, correspondant actuellement au no 159 boulevard Macdonald à Paris, il chute avec son ballon au no 58, rue Marcadet), Rouen (mai 1895, 7 juillet 1895 et 15 septembre 1895), Deauville (25 juillet 1897) et Moscou avec son « aérocycle-rotateur Gladiator ».
Il demeurait au no 25, rue Boissy-d'Anglas à Paris.